# Plagiothecium dehradunense
Plagiothecium dehradunense là một loài rêu trong họ Plagiotheciaceae. Loài này được Vohra mô tả khoa học đầu tiên năm 1974.